# Raczynów
Raczynów é uma vila no distrito administrativo de Gmina Widawa, dentro da província Lask, Lódz Voivodeship, na região central da Polônia. Ele está a, aproximadamente, 11 quilômetros (7 milhas) sudeste de Widawa, 28 km (17 milhas) ao sul de Lask, e 58 km (36 milhas) sudoeste da região da capital Lódz. A vila tem uma população de 40 habitantes.